# Саша Матић
Александар Саша Матић (Бихаћ, 26. април 1978) српски је певач поп-фолк и фолк музике.

## Биографија
Рођен је 26. априла 1978. године у Бихаћу, Југославија. Пореклом је из Дрвара. Има брата близанца, Дејана Матића, који је такође популарни певач. Обојица су слепи од рођења. Током распада Југославије, са својом породицом се преселио у Београд. Завршио је нижу и средњу музичку школу у Земуну, одсек клавир.

## Каријера
Каријеру је започео 8. марта 1994. године на пијаци, на Бановом Брду. Три године је певао у клубу „Шпанац”, који се налази у оквиру Студентског града, на Новом Београду. Тада је био популаран по идеалном интерпретирању песама Хариса Џиновића.
Први албум је објавио 15. марта 2001. године и одмах је стекао широку популарност. У Дому синдиката јуна 2001. са само једним албумом одржао је свој први солистички концерт у Београду. После објављеног трећег албума, 2003. одржао је концерт пред пуним Сава центром, а марта 2012. у истој дворани одржао је два концерта. Концертима у Београдској арени 8. и Сава центру 9. марта 2016. године обележио је петнаест година каријере. Исте године одржао је концерте у Загребу, Сарајеву и Тузли.
Победио је на Будванском фестивалу 2003. и на првом Гранд фестивалу 2006. године. Снимио је албум „Незаборавне” 2010. године са песмама: Зајди зајди, Стани стани Ибар водо, Чудна јада од Мостара града, Емина, Јовано Јованке, Што те нема...

## Дискографија

### Албуми
- Проклета је виолина (2001)
- Отишао вратио се (2002)
- Збогом љубави (2003)
- Анђео чувар (2005)
- Поклоните ми њу за рођендан (2007)
- Незаборавне (2010)
- X заједно (2011)
- Забрањена љубав (2015)
- Не бих ништа мењао (2017)
- Два живота (2021)

### Синглови
- 2009. Неостварена жеља
- 2010. Мешај мешај
- 2012. Реци брате
- 2013. Краљ мерака
- 2013. Нађи нову љубав
- 2014. Море туге
- 2015. Звер
- 2017. Да ме је она волела

### Хитови
- Маскара
- Хоћу да остарим
- Кад љубав закасни
- Није љубав фотографија
- Отишао вратио се
- Неке птице никад не полете
- Није ово моја ноћ
- Анђео чувар
- Рузмарин
- Не иди сa њим
- Краљ изгубљених ствари
- Ко те љуби ових дана
- Поклоните ми њу за рођендан
- Не знам ја да мушки погинем
- Само ову ноћ
- Све је на продају
- Свако има оног ког нема
- Опала
- Ноћи у Сибиру
- Нађи нову љубав
- Сто свирача
- Лагала је граде
- Мило моје
- Звер
- Не бих ништа мењао
- Два бих те живота волео
- Идемо анђеле
- Логично
- Прејако
- Док по мом срцу газиш
- Таксиметар
- Све бих ја и ти
- Кo руком однето
- Не очекуј ништа

### Дуети
- 2001. Дође ми да вриснем — са Јаном Тодоровић
- 2004. Не смем да се заљубим у тебе — са Јеленом Карлеушом
- 2010. Мешај, мешај — са Радом Манојловић
- 2012. Реци, брате — са Цвијом
- 2014. Море туге — са Северином
- 2015. Звер — са Министаркама
- 2017. Да ме је она волела — са Ацом Лукасом и Милетом Китићем
- 2017. Лажов ноторни — са Цецом
- 2018. Ко си ти — са Александром Пријовић
- 2021. Ти и ја — са Јеленом Розгом
- 2023. Преваранти — са Наташом Беквалац
- 2024. 8 милијарди — са Мајом Беровић

### Спотови
| Спот                           | Година | Режисер                           |
| ------------------------------ | ------ | --------------------------------- |
| Маскара                        | 2001   |                                   |
| Кад љубав закасни              | 2002   |                                   |
| Није ово моја ноћ              | 2003   |                                   |
| Мој град                       | 2003   |                                   |
| Рузмарин                       | 2005   |                                   |
| Ко те љуби ових дана           | 2005   |                                   |
| Поклоните ми њу за рођендан    | 2007   |                                   |
| Неостварена жеља               | 2009   |                                   |
| Мешај мала                     | 2010   | Рај продукција                    |
| Ја се не предајем              | 2011   |                                   |
| Реци брате                     | 2012   | Харис Дубица                      |
| Ноћи у Сибиру                  | 2012   | Дејан Милићевић                   |
| Нађи нову љубав                | 2013   | Дејан Милићевић                   |
| Море туге                      | 2014   | Милош Надаждин                    |
| Сто свирача                    | 2015   |                                   |
| Забрањена љубав                | 2015   | Дејан Милићевић                   |
| Звер                           | 2015   | Visual Fever                      |
| Кад тонем                      | 2016   | Дејан Милићевић                   |
| Да ме је она волела            | 2016   | Давид Љубеновић                   |
| Не бих ништа мењао             | 2017   |                                   |
| Лажов ноторни                  | 2017   | Дејан Милићевић                   |
| Ко си ти                       | 2018   | Visual Infinity                   |
| Не гледај преко рамена         | 2018   | Стефан Красић                     |
| Растанак                       | 2018   |                                   |
| 9 апартмана                    | 2019   | Дејан Милићевић                   |
| А ја имам тебе                 | 2019   | TOXIC ENTERTAINMENT               |
| Усамљена звер                  | 2021.  | Дејан Милићевић                   |
| Око моје                       | 2021   | NN Media                          |
| Кад прође све                  | 2021   | Visual Infinity                   |
| Ти и ја                        | 2021   | TOXIC ENTERTAINMENT               |
| Два живота                     | 2021   | Visual Infinity                   |
| Небитно                        | 2021   | TOXIC ENTERTAINMENT               |
| Хиљаду пута                    | 2021   | TOXIC ENTERTAINMENT               |
| Слави жено                     | 2021   | TOXIC ENTERTAINMENT               |
| Фалиш ми                       | 2021   | Visual Infinity                   |
| Инстаграм                      | 2021   | TOXIC ENTERTAINMENT               |
| Чујем да се ових дана разводиш | 2021   |                                   |
| Некада и сад                   | 2022   | Љуба Радојевић                    |
| Преваранти                     | 2023   | Милош Надаждин                    |
| 8 милијарди                    | 2024   | TOXIC ENTERTAINMENT               |
| Снег                           | 2025   | Лука Јаковљевић,Петар Кастратовић |
| Ноћас нам не гине љубав        | 2025   | Станислав Закић                   |
| Силе зле                       | 2025   | Станислав Закић                   |
| Боље никад него касно          | 2025   | Станислав Закић                   |
| Крематоријум за љубав          | 2025   | Станислав Закић                   |

## Награде
- 2003. — Будвански фестивал
- 2003. — Охридски трубадури

## Фестивали
Пјесма Медитерана, Будва:
- Мој град, победничка песма (поделио прво место са Дадом Топићем), 2003

Охрид фест:
- Мојот град, прва награда жирија, 2003

Гранд фестивал:
- Све је на продају, победничка песма, 2006
- Није љубав траг на хартији, прва награда жирија, 2010

Радијски фестивал, Србија:
- Нађи нову љубав, 2013